# Martin Hrbča
Martin Hrbča (ur. 11 września 1924 w Brzozowicy, zm. 29 sierpnia 2002 w Šulekovie) – słowacki duchowny rzymskokatolicki, doktor teologii, biskup Kościoła podziemnego w Czechosłowacji

## Życiorys
W rodzinnej wsi ukończył szkołę podstawową, uczęszczał do szkół średnich w Bratysławie i Trnawie. Następnie podjął studia na Uniwersytecie Komeńskiego, gdzie studiował łacinę i filologię słowacką. Po dwóch latach przeniósł się na Cyrylo-Metodiański Wydział Teologii Rzymskokatolickiej.
20 czerwca 1954 roku w Bratysławie przyjął święcenia kapłańskie. Po przyjęciu święceń pracował w parafii Sládkovičovo, następnie przez dwa lata odbywał zasadniczą służbę wojskową w kopalniach w Ostrawie. Później został duchownym w Šahach, a w latach 1958–1962 w Želiezovcach, a następnie w dzielnicy Nové Mesto w Bratysławie Od 1964 roku pracował w kurii biskupiej w Trnawie, gdzie pełnił funkcję mistrza ceremonii, aktuariusza i notariusza sądu biskupiego.
We wrześniu 1968 roku został potajemnie konsekrowany na biskupa, z zastrzeżeniem, że funkcję biskupa miał pełnić tylko w przypadku niebezpieczeństwa (np. w przypadku deportacji do ZSRR). Po śmierci biskupa Ambróza Lazíka pracował w kurii biskupiej na stanowisku sekretarza. 
W 1971 roku został administratorem parafii w Velčicach, gdzie przeniesiony został w ramach kary za sprzeciwianie się encyklice Pacem in terris. Został także sędzią sądu diecezjalnego.
Od 1990 piastował probostwo w Šulekovie. 1 lipca 2002 roku przeszedł na emeryturę. Zmarł 29 sierpnia 2022 roku w Šulekovie, pochowany zostałw rodzinnej miejscowości.